# Eudule cytherea
Eudule cytherea är en fjärilsart som beskrevs av William Schaus 1892. Eudule cytherea ingår i släktet Eudule och familjen mätare. Inga underarter finns listade i Catalogue of Life.